# BSK 1818
Die BSK 1818 AG ist eine Universalbank mit Sitz in Berlin. Historischer Kern ist die Berliner Sparkasse. Die Muttergesellschaft BSK 1818 Holding AG ist eine Finanzholding-Gesellschaft und hält hundert Prozent der Aktien an der BSK 1818 AG. Die BSK 1818 war seit ihrer Gründung 1990 die Landesbank des Bundeslandes Berlin und befindet sich seit ihrem Verkauf 2007 vollständig im Besitz der Sparkassen-Finanzgruppe.

## Geschichte

### Gründung
Die Girozentrale der Stadt Berlin, ein Vorläufer der späteren Landesbank Berlin, wurde am 12. Dezember 1921 als Abteilung der Sparkasse der Stadt Berlin gegründet. Als Folge des Zweiten Weltkriegs und der Teilung Berlins wurde auch die Sparkasse zerschlagen. Ab 1950 übernahm die Sparkasse der Stadt Berlin-West die Funktion einer Girozentrale für Berlin.
Zwei Tage vor der Wiedervereinigung wurde am 1. Oktober 1990 die Landesbank Berlin – Girozentrale – (LBB) als Anstalt des öffentlichen Rechts gegründet. Hubertus Moser, bislang Vorstandsvorsitzender der Berliner Sparkasse, nun Vorstandsvorsitzender der Landesbank Berlin, legte am 31. Dezember 1990 den ersten Bilanzbericht der Landesbank Berlin, in der die beiden Sparkassen vereinigt wurden, vor. Die Bilanzsumme lag bei rund 31 Milliarden DM. Für das Institut arbeiteten zu dieser Zeit ca. 6.000 Beschäftigte, davon 1.800 im Osten der Stadt.

### Zusammenschluss zur Bankgesellschaft Berlin und Krise

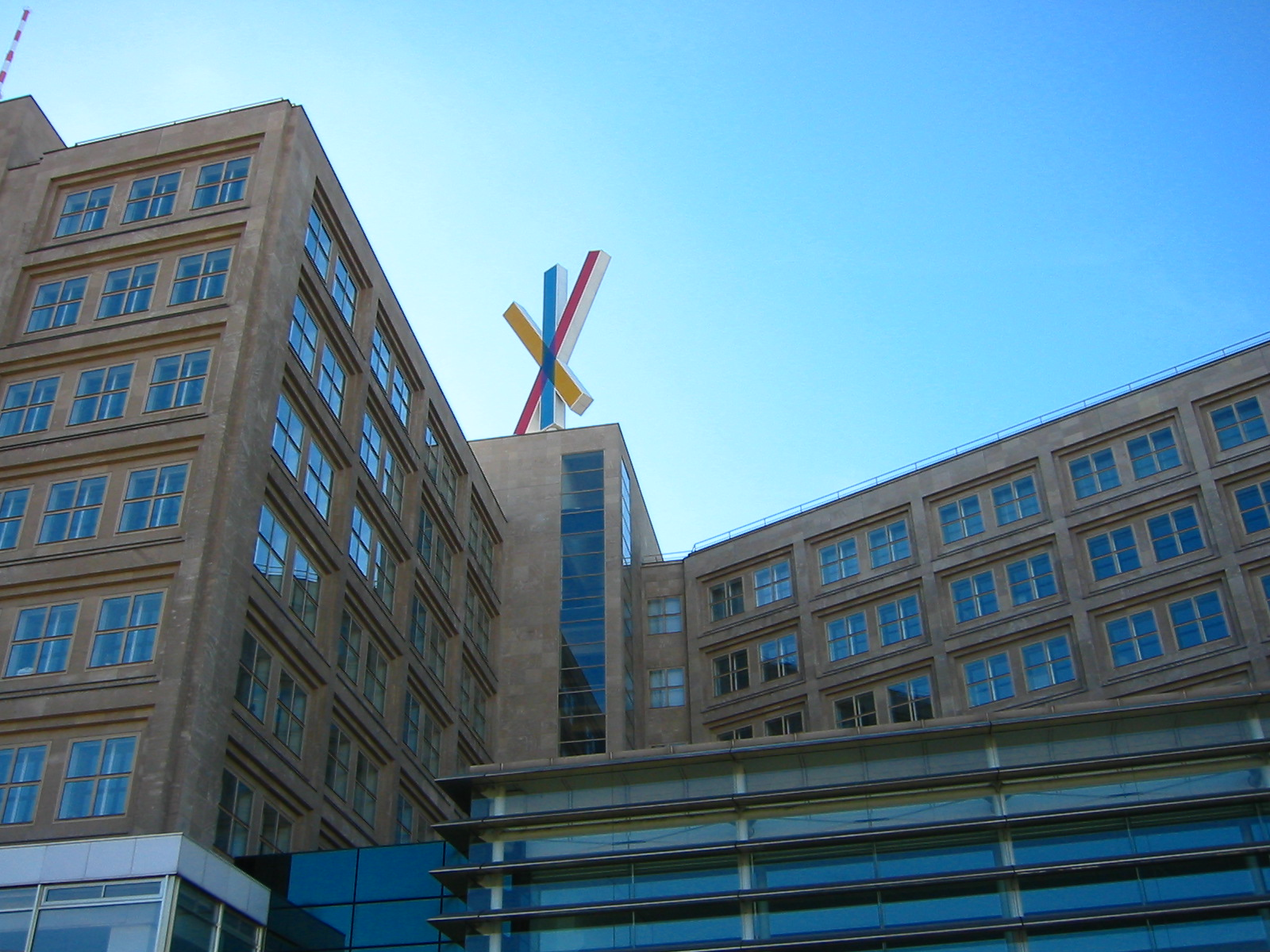
Sitz der BSK 1818 am Berliner Alexanderplatz. Im Oktober 2006 wurde das Logo der Bankgesellschaft (Entwurf: Kurt Weidemann) vom Dach des Gebäudes entfernt.

Die Bankgesellschaft Berlin (BgB) wurde 1994 durch Zusammenschluss der Landesbank Berlin (inklusive der Berliner Sparkasse), der Berliner Bank AG und der Berlin-Hannoverschen Hypothekenbank AG gegründet. Diese Gesellschaft war ein Unikum in der deutschen Bankenlandschaft, da erstmals private und öffentliche Banken zusammengeschlossen wurden. Die Bankgesellschaft diente hierbei sowohl als Holding als auch als eigene Bank. Ziel der Gründung war es, in Berlin wieder mit einer Großbank vertreten zu sein.
Bereits kurz nach der Geschäftsaufnahme wurden erhebliche Risiken im Kreditgeschäft der Berliner Bank AG bekannt, die erhebliche Wertberichtigungen erforderten. Des Weiteren baute der Konzern ein sehr umfang- und risikoreiches Immobiliendienstleistungsgeschäft auf. Zusammen mit den hohen Wertberichtigungen im Kreditgeschäft brachten diese Risiken die Bankgesellschaft in eine existenzgefährdende Situation. Als deren Folge wurde ein hartes Sanierungsprogramm zur Stabilisierung des Konzerns eingeleitet. Im August des Jahres 2001 wurde eine Kapitalerhöhung um 1,997 Mrd. Euro durchgeführt, wovon das Land Berlin einen Anteil in Höhe von 1,755 Mrd. Euro übernahm. Der Anteilsbesitz des Landes Berlin erhöhte sich dadurch von 56,8 % auf 80,95 %. Verschiedene Vereinbarungen mit dem Land Berlin regelten die Abschirmung des Konzerns gegenüber den hohen Risiken, welche die Tochtergesellschaften der Bank mit ihrem Immobiliendienstleistungsgeschäft verursacht hatten. Da es sich bei beidem – Kapitalerhöhung und Risikoabschirmung – um staatliche Beihilfen handelte, bedurften sie der Genehmigung durch die EU-Kommission. Diese genehmigte diese Beihilfe unter der Bedingung, dass sich das Land Berlin bis 2007 von seinen Anteilen an der Gesellschaft trennen musste.

### Umwandlung der LBB in eine Aktiengesellschaft
Auf Basis des Berliner Sparkassengesetzes vom 28. Juni 2005 wurde die Landesbank Berlin – Girozentrale – zum 1. Januar 2006 von einer Anstalt öffentlichen Rechts in eine Aktiengesellschaft umgewandelt.

### Umbenennung der Bankgesellschaft
Auf der Hauptversammlung der Bankgesellschaft am 14. Juli 2006 wurde beschlossen, auch nach außen einen Schlussstrich zu ziehen. Die Bankgesellschaft Berlin AG wurde am 29. August 2006 in Landesbank Berlin Holding AG umbenannt. Das Vermögen der Bankgesellschaft wurde in die Landesbank Berlin AG eingebracht, im Gegenzug erhielt die Bankgesellschaft Aktien an der Landesbank.

### Netbank
2007 übernahm die LBB eine Mehrheitsbeteiligung in Höhe von 75 Prozent minus einer Aktie an der Netbank, die bisher ausschließlich mehreren Sparda-Banken gehörte. Die Netbank wurde 2015 komplett an die Augsburger Aktienbank verkauft und zum 1. Juli 2016 mit dieser fusioniert.

### Verkauf an die Sparkassen-Finanzgruppe
Aufgrund entsprechender Anordnung der EU musste das Land Berlin bis Ende 2007 seinen Anteil verkaufen. Im Bieterverfahren standen sich 19 nationale und internationale Kaufinteressenten, unter anderem der DSGV, die BayernLB, die Landesbank Baden-Württemberg sowie die Commerzbank gegenüber. Am 15. Juni 2007 erhielt die Sparkassen-Finanzgruppe den Zuschlag für den ehemaligen Landesanteil in Höhe von 81 Prozent. Das Gebot betrug 4,62 Milliarden Euro. Einem Bericht des rbb vom 31. Mai 2007 zufolge steht dem allerdings ein Mehrfaches an Verbindlichkeiten gegenüber, die auch nach dem Verkauf beim Land Berlin verbleiben.
Neben der Kaufsumme hatte sich der DSGV zur Übernahme einer Stillen Einlage des Landes Berlin in Höhe von 723 Millionen Euro verpflichtet.

### Vermeintlicher Datendiebstahl 2008
Am 12. Dezember 2008 wurde bekannt, dass die Frankfurter Rundschau ein Paket mit detaillierten Kreditkartenabrechnungen aus dem Jahre 2008 von Kunden der Landesbank Berlin (LBB) erhalten hatte. In der durch die Polizei Frankfurt sichergestellten Datensendung waren acht ungeöffnete PIN-Briefe (Post-Rückläufer) zu gesperrten Konten enthalten. Die dort enthaltenen Daten konnten nach Angaben der Landesbank nicht dazu verwendet werden, den Zugriff auf Kundenkonten zu ermöglichen. Neben Kunden der Landesbank seien auch Kreditkarten-Kunden des Automobilclubs ADAC und des Internethändlers Amazon betroffen. Die auf Microfiches gespeicherten Daten wurden nach Medienberichten offenbar auf einem Kuriertransport entwendet, mit dem der IT-Dienstleister AtosWorldline das Unternehmen General Logistics Systems (GLS) beauftragt hatte.
Wie am 19. Dezember 2008 berichtet wurde, waren hierfür zwei Kurierfahrer verantwortlich, die aus einem Paket an den Chefredakteur der Frankfurter Rundschau einen Christstollen entwendet und verzehrt hatten. Anschließend nahmen die Mitarbeiter eines von sechs an die LBB adressierten Paketen mit den Daten und klebten darauf das Etikett des geöffneten Pakets mit dem Christstollen, das somit anstelle des eigentlichen Pakets an die Frankfurter Rundschau ausgeliefert wurde. Am 2. Juni 2009 wurden die beiden Kurierfahrer vom Frankfurter Amtsgericht zu einer Geldstrafe verurteilt.

### Verkauf der Berlin Hyp
Im August 2021 wurde bekannt, dass die Berlin Hyp verkauft werden soll. Damit sollte die Auflösung der Holdingstruktur der LBB Holding AG eingeleitet werden. Einen Verkauf an private Interessenten schloss der DSGV bereits im Vorfeld aus.
Im Januar 2022 erhielt die Landesbank Baden-Württemberg (LBBW) den Zuschlag für die Übernahme. Nach kartellrechtlicher Genehmigung und Zustimmung der zuständigen Gremien der Sparkassenorganisation wurde die Transaktion am 1. Juli 2022 abgeschlossen.

### Umfirmierung der bisherigen LBB in BSK 1818
2013 wurde bekannt, dass die damalige Landesbank Berlin in der Berliner Sparkasse aufgehen soll. Am 15. Juli 2025 firmierte die bisherige Landesbank Berlin AG um in BSK 1818 AG, die bisherige Landesbank Berlin Holding AG in BSK Holding 1818 AG.

### Amazon.de-Visa-Karte
Die Amazon.de-Visa-Karte war eine Kreditkarte, die von der Landesbank Berlin ausgegeben wurde und in mehreren Tranchen bis Ende März 2024 eingestellt wurde. Trotz ihrer Beliebtheit unter Amazon-Kunden traten einige negative Aspekte hervor, die Anlass zur Kritik gaben.
Ein maßgeblicher Kritikpunkt betraf den voreingestellten Teilzahlungsmodus, der von vielen Kunden unbeabsichtigt genutzt wurde. Dieser Modus war mit einem sehr hohen Jahreszins verbunden, was zu unerwartet hohen Kosten führen konnte.
Ein weiterer Anlass für Unzufriedenheit unter früheren Kunden war der vermeintlich vorzeitige Verfall von Amazon.de-Prämienpunkten. Die abrupte Deaktivierung vieler Konten im Laufe des jeweiligen Kündigungstages, entgegen den gesetzlichen Vorgaben des § 188 (BGB) zum Fristende, führte zu erheblichem Unmut. Viele Kunden sahen sich durch diese Maßnahme benachteiligt – es gab nicht die Möglichkeit, die Prämienpunkte rechtzeitig einzulösen. Eine Reaktion der BaFin (Bundesanstalt für Finanzdienstleistungsaufsicht) nach zahlreichen Beschwerden steht noch aus.

## BSK 1818 AG
Die BSK 1818 AG ist Kreditinstitut im Sinne des § 1 KWG. Sie betreibt unter eigenem Namen und dem der Berliner Sparkasse Bankgeschäfte. Der Schwerpunkt liegt dabei auf dem Geschäft mit Privat- und Firmenkunden, der regionalen gewerblichen Immobilienfinanzierung, dem Geschäft mit großen Unternehmenskunden sowie dem Private Banking.

### Anteilseigner
| Anteil | Anteilseigner       |
| ------ | ------------------- |
| 100 %  | BSK 1818 Holding AG |

### Wesentliche Beteiligungen
| Anteil | Beteiligung                  |
| ------ | ---------------------------- |
| 70 %   | S-Servicepartner Berlin GmbH |

## BSK 1818 Holding AG
Die BSK 1818 Holding AG (LBBH) ist eine reine Finanzholding-Gesellschaft und fungiert als Obergesellschaft für die BSK 1818 AG.

### Anteilseigner
| Anteil | Anteilseigner                                       |
| ------ | --------------------------------------------------- |
| 100 %  | Erwerbsgesellschaft der S-Finanzgruppe mbH & Co. KG |

### Wesentliche Beteiligungen
| Anteil | Beteiligung                     |
| ------ | ------------------------------- |
| 100 %  | BSK 1818 AG                     |
| 100 %  | LBB Grundstücksgesellschaft mbH |